# Caroline Combrinck
Caroline Combrinck (* 20. Juli 1983 in München) ist eine deutsche Synchronsprecherin.

## Leben
Caroline Combrinck ist die Tochter von Ivar Combrinck und Inge Solbrig-Combrinck sowie die Schwester von Butz Combrinck. Zusammen mit ihrem Bruder ist sie durch ihre Eltern  bereits seit früher Kindheit in der Synchronbranche tätig.
Ihre größte und bekannteste Rolle ist die des Ash Ketchum aus Pokémon. Diesen sprach sie von der ersten bis zur dritten Staffel und gab die Synchronisation 2001, aufgrund einer Schauspielausbildung in den USA, an Veronika Neugebauer ab, nach deren Ableben war sie mit Beginn der 12. bis zum Ende der 19. Staffel zwischen 2010 und 2017 wieder als Sprecherin für Ash tätig. In der 20. Staffel wurde sie aufgrund kreativer Differenzen von Felix Mayer abgelöst.
Combrinck ist auch als Synchronsprecherin für verschiedene Nebenrollen in Die Simpsons und Futurama bekannt, sie war aber auch in Serien wie 90210 und Charlie’s Angels sowie in Filmen wie Plötzlich Prinzessin und Scream 4 zu hören.

## Synchronrollen (Auswahl)

### Serien
- Carl Switzer in Die kleinen Strolche
- Raven-Symoné Pearman in Echt super, Mr. Cooper
- Kelly Osbourne in Life as We Know It
- Megalyn Echikunwoke und Natalie Morales in 90210
- Rachael Taylor in Charlie’s Angels und Crisis
- Natalia Tena in Game of Thrones
- Angela Parker in S3 – Stark, schnell, schlau
- Louisa Connolly-Burnham in Wolfblood – Verwandlung bei Vollmond
- Emma Rigby in Once Upon a Time in Wonderland
- Lindsey Morgan in The 100
- Naturi Naughton in Power
- Karla Souza in How to Get Away with Murder

### Filme
- Mandy Moore in Plötzlich Prinzessin und Southland Tales
- Kelly Osbourne in Austin Powers in Goldständer und So Undercover
- Scarlett Johansson in Wenn Lucy springt
- Rita Ora in Twist und Descendants: The Rise of Red
- Majandra Delfino in Zeus & Roxanne – Eine tierische Freundschaft
- Alison Brie in Scream 4
- Zoë Saldaña in Colombiana
- Ash Ketchum in Pokémon-Filme 1–3 & 12–18
- Minako Aino/Sailor Venus in Sailor Moon Eternal
- Minako Aino/Sailor Venus in Sailor Moon Cosmos

### Zeichentrickserien
- Ash Ketchum in Pokémon (Staffel 1–3 & Staffel 12–19)
- Okoi in Basilisk – Chroniken der Koga-Ninja
- Hiroko Asahina in RahXephon
- Nelly Raimon und Tim „Timmy“ Sanders in Inazuma Eleven
- Todd Flanders, Uter Zörker u. a. in Die Simpsons (Staffel 10–17)
- Nibbler u. a. in Futurama
- Boa Sandersonia in One Piece
- Minako Aino/Sailor Venus in Sailor Moon Crystal
- jung Yūichirō Hyakuya in Seraph of the End